# (4705) Secchi
(4705) Secchi es un asteroide perteneciente al cinturón de asteroides, descubierto el 13 de febrero de 1988 por el equipo del Observatorio Astronómico de San Vittore desde el Observatorio Astronómico de San Vittore, Bolonia, Italia.

## Designación y nombre
Designado provisionalmente como 1988 CK. Fue nombrado Secchi en honor al astrónomo italiano Angelo Secchi director del observatorio del Colegio Romano en Roma entre los años 1848 a 1878. Conocido por su trabajo en la espectroscopia estelar, hizo el primer estudio espectroscópico de los cielos, su esquema de clasificación divide los espectros de las estrellas en cuatro grupos. También hizo un extenso estudio de los fenómenos solares y fue cofundador de la "Societa degli Italiani Spettroscopisti", ahora la "Sociedad Italiana Astronómica".

## Características orbitales
Secchi está situado a una distancia media del Sol de 2,330 ua, pudiendo alejarse hasta 2,626 ua y acercarse hasta 2,034 ua. Su excentricidad es 0,126 y la inclinación orbital 8,640 grados. Emplea 1299 días en completar una órbita alrededor del Sol.

## Características físicas
La magnitud absoluta de Secchi es 13,2. Tiene 5,565 km de diámetro y su albedo se estima en 0,395.